# Тарасенко, Николай Лаврентьевич
Николай Лаврентьевич Тарасенко (1933—1997) — токарь, Герой Социалистического Труда (1977).

## Биография
Николай Тарасенко родился 2 февраля 1933 года в Ростове-на-Дону. В 1939 году переехал в Азов. С 1948 года работал учеником токаря, токарем механического цеха Азовского оптико-механического завода. Пройдя путь до токаря шестого разряда, он стал работать на координатно-расточном станке.
Работа Тарасенко отличалась высокой эффективностью — около 140—150 % сменного задания, выполнив задание на девятую пятилетку за 3 года 8 месяцев. С 1966 года он работал с личным клеймом. Активно занимался обучением молодых токарей, 12 из которых стали впоследствии станочниками. В 1976 году успешно внедрил 5 личных рационализаторских предложений.
Указом Президиума Верховного Совета СССР от 10 июня 1977 года за «выдающиеся успехи, достигнутые в выполнении плана 1976 году и принятых социалистических обязательств» Николай Тарасенко был удостоен высокого звания Героя Социалистического Труда с вручением ордена Ленина и медали «Серп и Молот».
Проживал в Азове. Умер 12 сентября 1997 года.
Был награждён двумя орденами Ленина, орденом «Знак Почёта» и рядом медалей.